# Циамис, Димитриос
Димитриос Циамис (греч. Δημήτρης Τσιάμης; род. 12 января 1982, Кардица, Греция) — греческий легкоатлет, специализирующийся в тройном прыжке. Бронзовый призёр чемпионата Европы 2018 года, двукратный серебряный призёр Средиземноморских игр (2009 и 2013).

## Биография
Родился 12 января 1982 года в греческом городе Кардице. Он имеет лучший прыжок на открытых стадионах 17,55 метра и на закрытой арене 17,12 метра. Он тренируется в клубе Олимпиакос, персональный тренер Гиоргос Помаски. 
В 2006 году, начиная свои выступления на закрытой арене, он установил официальный личный рекорд 16,90 метров, ухватив предел для предстоящего чемпионата мира в Москве. 18 февраля того же года, в рамках чемпионата Греции, он установил национальный рекорд с показателем 17,12 метра.
В квалификационном отборочном турнире на чемпионате мира он прыгнул 16,95 метров и сумел претендовать на финал, первый в его карьере. Там, он с усилием и прыжком на 16,94 метра, в итоге занял 8-е место.
В 2011 году, перед отъездом греческой команды в Гётеборг, он получил серьёзную травму. Прыжки пришлось отложить.
На чемпионате мира в Москве в 2013 году и на чемпионате Европы 2014 году грек занимает 10-е итоговое место.
Не сумел квалифицироваться в финал соревнований по тройному прыжку на чемпионате Европы 2016 и на чемпионате мира 2017 года.
В Берлине на чемпионате Европы 2018 года грек сумел достичь лучшего результата в карьере. Он завоевал бронзовую медаль с результатом 16,78 метра.  